# Johnbell
Johnbell is een geslacht van uitgestorven hoefdieren uit de familie Interatheriidae, die tot de Zuid-Amerikaanse hoefdieren behoort. De typesoort is Johnbell hatcheri. Dit dier is genoemd naar John Bell Hatcher, een paleontoloog. Dit geslacht is het nauwste verwant aan Eopachyrucos, Ignigena en de Interatheriinae. J. hatcheri was samen met Ignigena minisculus kleinerdan alle andere Interatheriidae en had langwerpige kiezen. Dit dier leefde tijdens het Tingurirican (Vroeg-Oligoceen, 33 tot 31 miljoen jaar geleden) van Midden-Chili.